# Fairmount (Illinois)
Fairmount – wieś w Stanach Zjednoczonych, w stanie Illinois, w hrabstwie Vermilion.